# Marco Werner
Marco Werner, né le 27 avril 1966 à Dortmund (Rhénanie-du-Nord-Westphalie), est un pilote automobile allemand.

## Biographie
Vice-champion d'Allemagne de Formule 3 en 1991 derrière le Portugais Pedro Lamy, Marco Werner a rapidement tourné le dos à la monoplace pour se concentrer sur les courses de berlines ou d'endurance. 
Animateur de la Porsche Supercup et du championnat d'Allemagne de supertourisme (le STW) durant les années 1990, il a remporté en 1995 son premier grand succès international à l'occasion des 24 Heures de Daytona.
En 2001, en championnat FIA GT, il remporte la manche du Nürburgring dans la  catégorie GT.
Incorporé depuis 2001 à l'armada Audi, il s'est imposé aux 24 heures du Mans en 2005, 2006 et 2007, aux 12 Heures de Sebring en 2003, 2005 (ainsi qu'au Test préalable) et 2007, au Petit Le Mans en 2004, et a remporté l'American Le Mans Series en 2003, 2004 et 2008.

## Résultats aux 24 Heures du Mans
| Année | Voiture      | Équipe                    | Équipiers                         | Résultat  |
| ----- | ------------ | ------------------------- | --------------------------------- | --------- |
| 2002  | Audi R8      | Audi Sport Team Joest     | Michael Krumm / Philipp Peter     | 3e        |
| 2003  | Audi R8      | Audi Sport Japan Team Goh | Seiji Ara / Jan Magnussen         | 4e        |
| 2004  | Audi R8      | ADT Champion Racing       | Jyrki Järvilehto / Emanuele Pirro | 3e        |
| 2005  | Audi R8      | ADT Champion Racing       | Tom Kristensen / Jyrki Järvilehto | Vainqueur |
| 2006  | Audi R10 TDI | Audi Sport Team Joest     | Frank Biela / Emanuele Pirro      | Vainqueur |
| 2007  | Audi R10 TDI | Audi Sport North America  | Frank Biela / Emanuele Pirro      | Vainqueur |
| 2008  | Audi R10 TDI | Audi Sport North America  | Frank Biela / Emanuele Pirro      | 6e        |
| 2009  | Audi R15 TDI | Audi Sport North America  | Lucas Luhr / Mike Rockenfeller    | Abandon   |
| 2010  | HPD ARX-01C  | Highcroft Racing          | David Brabham / Marino Franchitti | 25e       |

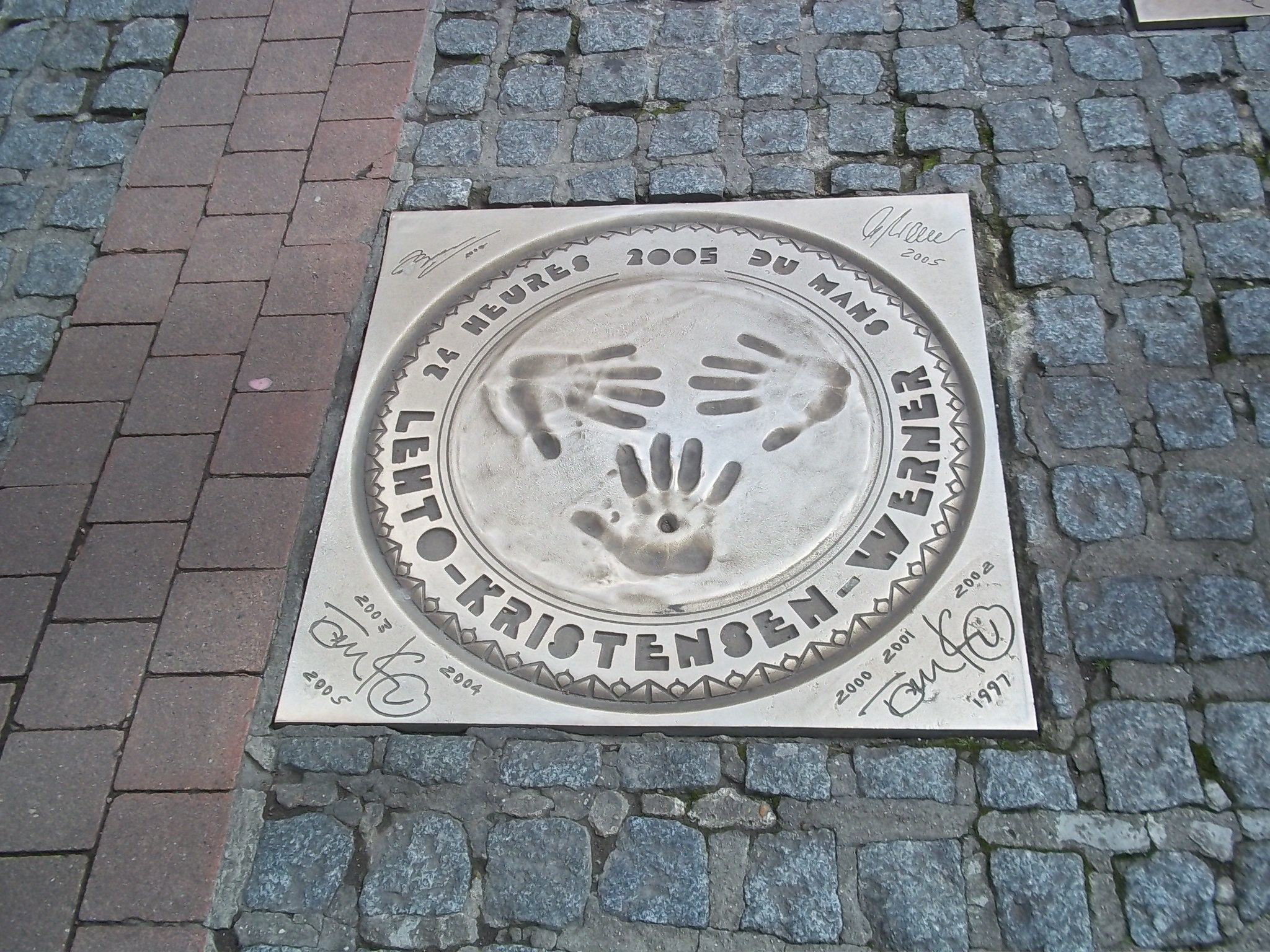
Empreintes des vainqueurs des 24 heures 2005 - Walk of fame - Le Mans
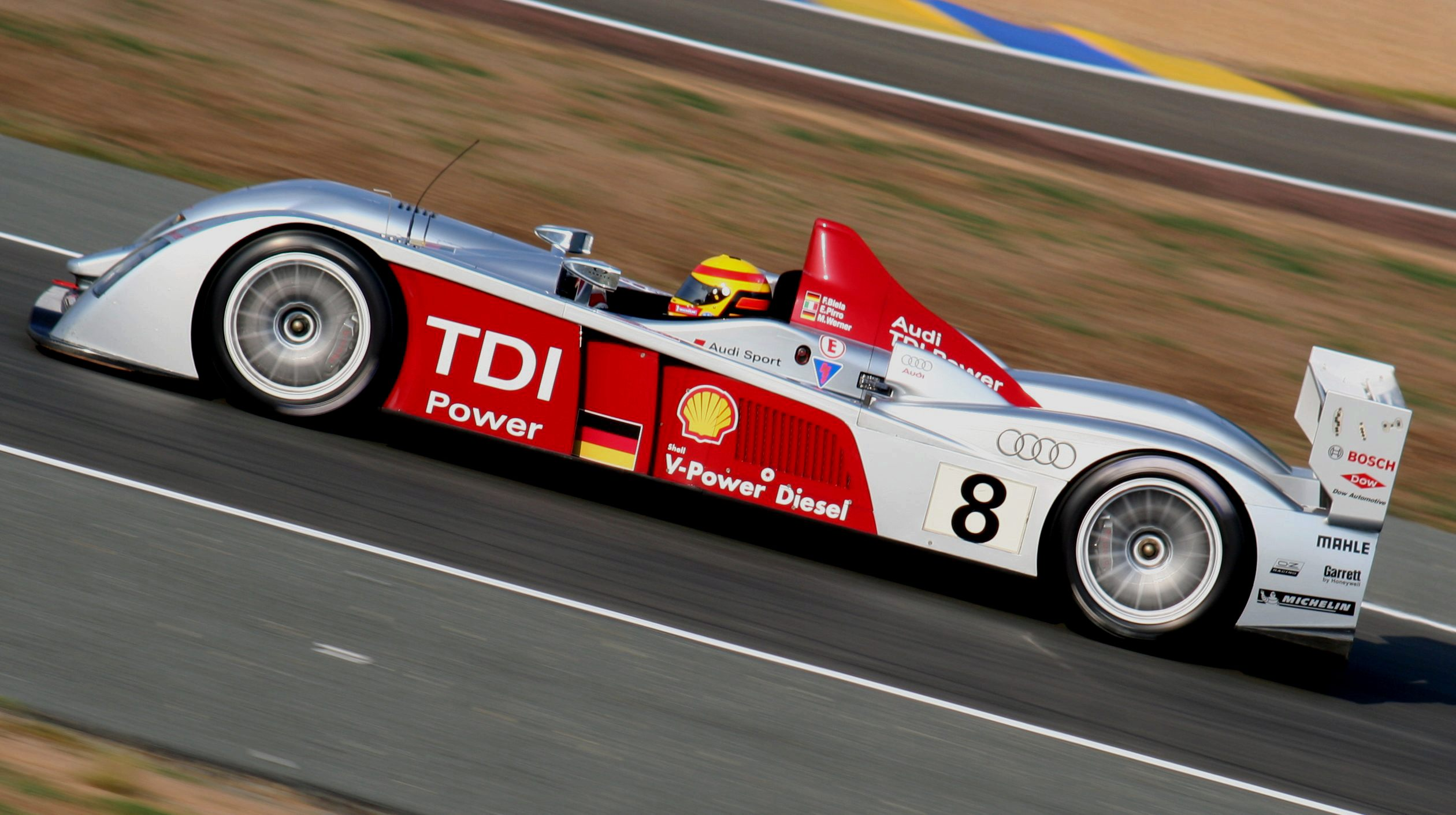
L'Audi R10, victorieuse de l'édition du Mans 2006.
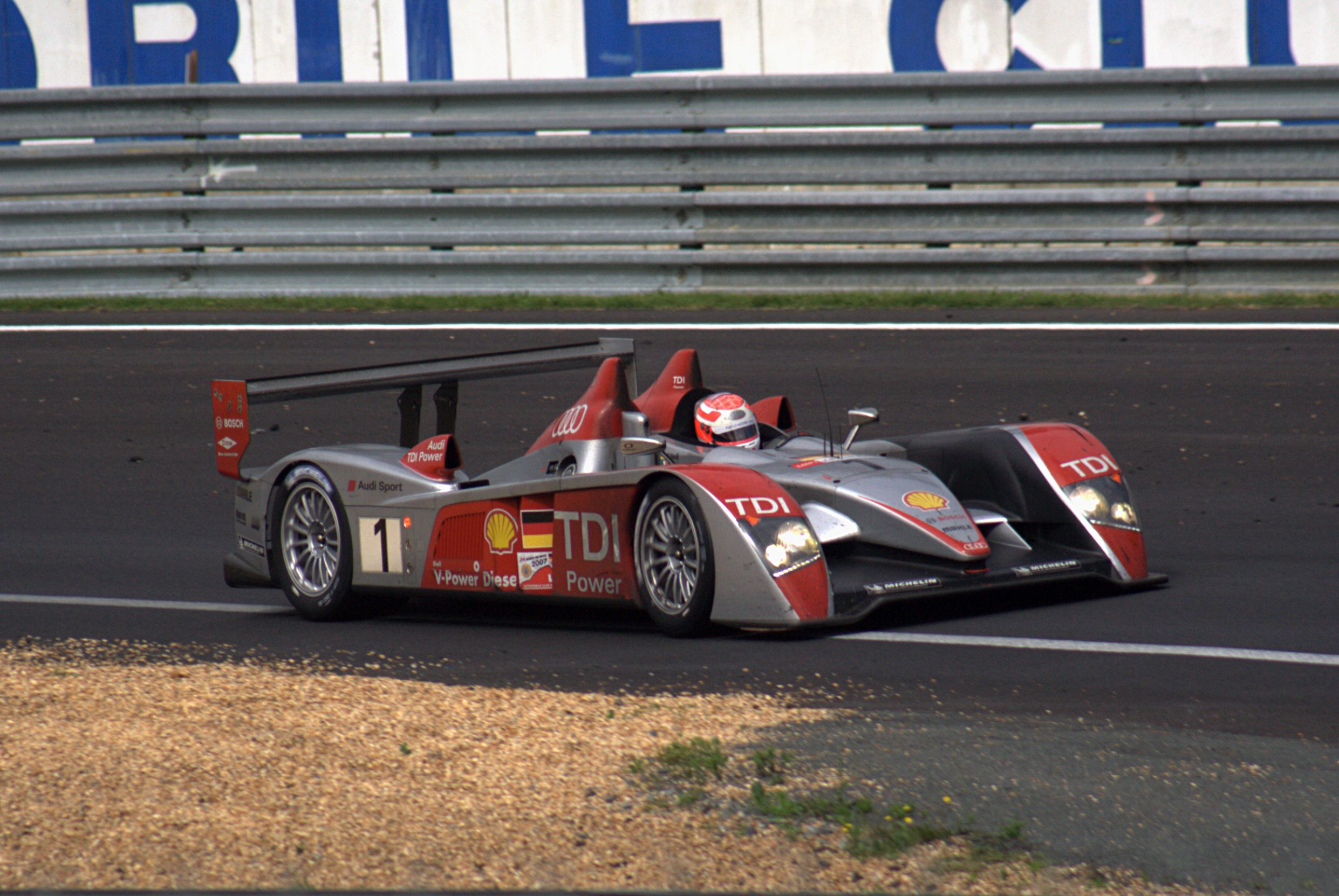
L'Audi R10, victorieuse de l'édition du Mans 2007.

## Autres victoires (American Le Mans Series)
(plus de quinze)
- 2003 : Trois-Rivières, Mosport et Laguna Seca,
- 2004 : Mid-Ohio, Lime Rock, Sonoma, Portland et Road America;
- 2005 : Road Atlanta et Lime Rock;
- 2008 : Saint Petersburg, Long Beach, Mid-Ohio, Road America, Mosport et Laguna Seca.